# (534073) 2014 QL441
(534073) 2014 QL441 est un objet transneptunien de magnitude absolue 6,5. Son diamètre est estimé à environ 200 km. Il est possiblement binaire.